# Кодекс із Райхенау

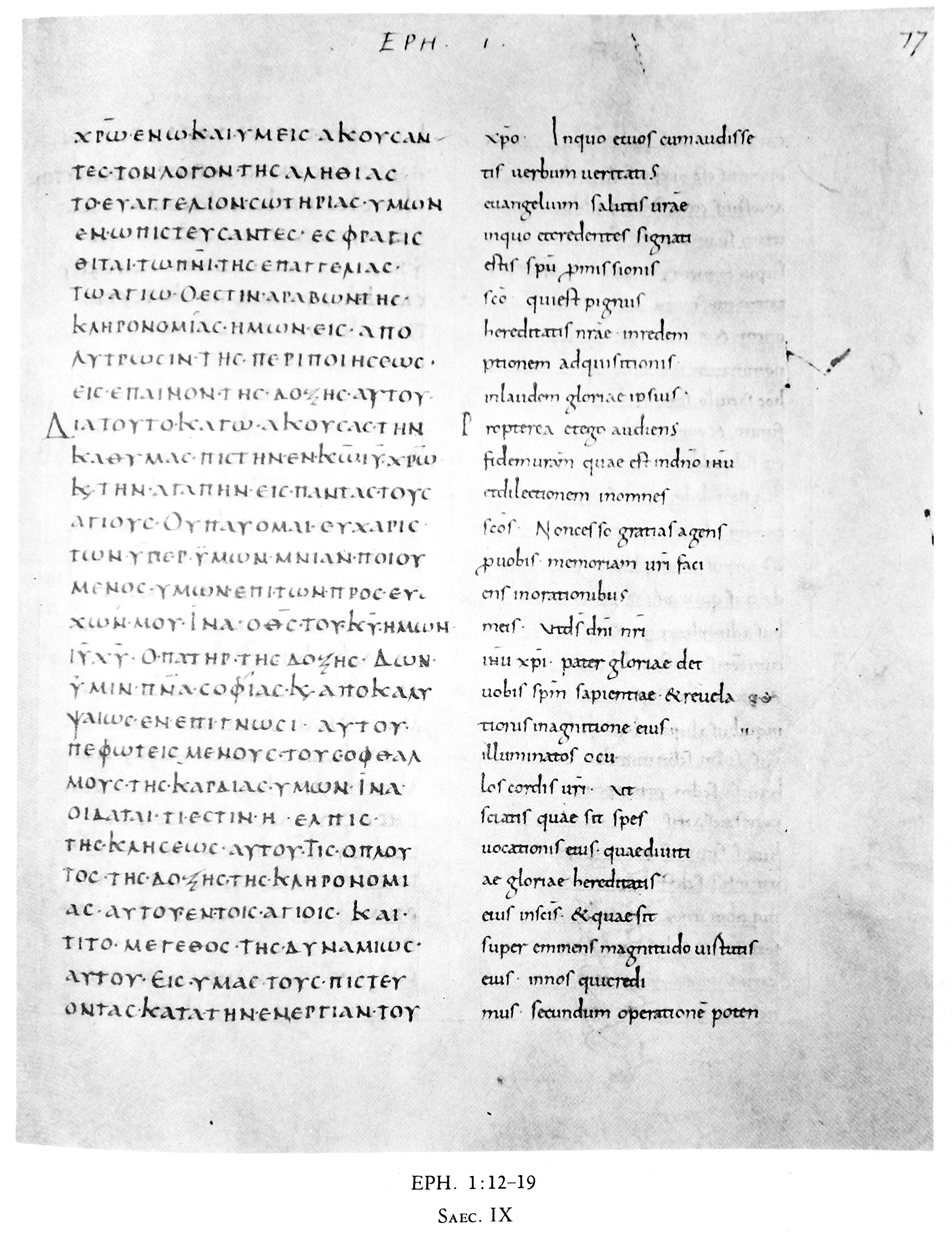
Кодекс з Райхенау

Кодекс з Райхенау (лат. Codex Augiensis, умовне позначення Fp або 010) — один з рукописів Нового Заповіту грецькою та латинською мовами, що датується IX століттям.
Клермонтський кодекс написаний на пергаменті. Кодекс містить Послання апостола Павла. Збереглося 136 аркушів кодексу, розмір аркуша — 23 на 19 см. Текст на аркуші розташований в одну колонку. Ліву сторінку кожного розвороту займає грецький текст; праву — латинський переклад.